# Ben Hutton
Ben Hutton, född 20 april 1993 i Prescott i Ontario, är en kanadensisk professionell ishockeyspelare som spelar för Toronto Maple Leafs i NHL.
Han har tidigare spelat på NHL-nivå för Anaheim Ducks, Los Angeles Kings och Vancouver Canucks samt på lägre nivåer för Utica Comets i AHL och Maine Black Bears (University of Maine) i NCAA.
Hutton draftades i femte rundan i 2012 års draft av Vancouver Canucks som 147:e spelare totalt.

## Statistik
| 2008–2009   | Upper Canada Cyclones |             | 26  | 1  | 6  | 7  | 12 | 6  | 0 | 2 | 2  | 0 |
|             | Kemptyville 73s       | CJHL        | 4   | 0  | 0  | 0  | 0  | —  | — | — | —  | — |
| 2009–2010   | Kemptyville 73s       | CJHL        | 60  | 16 | 18 | 34 | 6  | 4  | 0 | 0 | 0  | 2 |
| 2010–2011   | Kemptyville 73s       | CCHL        | 61  | 8  | 27 | 35 | 28 | —  | — | — | —  | — |
| 2011–2012   | Kemptyville 73s       | CCHL        | 35  | 7  | 20 | 27 | 25 | —  | — | — | —  | — |
|             | Nepean Raiders        | CCHL        | 22  | 4  | 12 | 16 | 6  | 18 | 5 | 8 | 13 | 6 |
| 2012–2013   | Maine Black Bears     | NCAA        | 34  | 4  | 11 | 15 | 18 | —  | — | — | —  | — |
| 2013–2014   | Maine Black Bears     | NCAA        | 35  | 15 | 14 | 29 | 8  | —  | — | — | —  | — |
| 2014–2015   | Maine Black Bears     | NCAA        | 39  | 9  | 12 | 21 | 14 | —  | — | — | —  | — |
|             | Utica Comets          | AHL         | 4   | 1  | 0  | 1  | 2  | —  | — | — | —  | — |
| 2015–2016   | Vancouver Canucks     | NHL         | 75  | 1  | 24 | 25 | 14 | —  | — | — | —  | — |
| 2016–2017   | Vancouver Canucks     | NHL         | 71  | 5  | 14 | 19 | 31 | —  | — | — | —  | — |
| 2017–2018   | Vancouver Canucks     | NHL         | 61  | 0  | 6  | 6  | 23 | —  | — | — | —  | — |
| NHL totalt  | NHL totalt            | NHL totalt  | 207 | 6  | 44 | 50 | 68 | —  | — | — | —  | — |
| NCAA totalt | NCAA totalt           | NCAA totalt | 108 | 28 | 37 | 65 | 40 | —  | — | — | —  | — |